# Klorisotoper
Klorisotoper är isotoper av grundämnet klor (Cl), det vill säga atomer och kärnor med 17 protoner och olika antal neutroner.

## Isotoper
Klor har 24 kända isotoper, varav 2 är stabila (35Cl och 37Cl), samt 2 isomerer (34mCl och 38mCl).
Den mest långlivade radioisotopen är 36Cl, som har en halveringstid på 301 000 år. Alla andra radioisotoper har halveringstider under en timme, de flesta under en sekund. De mest kortlivade isotoperna är 29Cl och 30Cl, med halveringstider under 20 respektive 30 nanosekunder – halveringstiden av 28Cl är okänd.
De tre lättaste isotoperna sönderfaller genom protonemission, tyngre isotoper (men ändock lättare än de stabila isotoperna) sönderfaller främst genom positronemission (β+-sönderfall), alla till svavelisotoper. Isotoper tyngre än de naturligt förekommande dito samt 36Cl sönderfaller huvudsakligen eller uteslutande genom β−-sönderfall – till argonisotoper.

### Klor-35
35Cl är en stabil isotop vars kärna består 17 protoner och 18 neutroner. Den utgör 75,77 % av det naturligt förekommande kloret. Den har ett ganska högt termiskt neutroninfångningstvärsnitt: 44 barn, som om man räknar med 37Cl (0,43 barn) ger naturligt klor ett tvärsnitt på 33,45 barn. Naturligt klor är alltså en neutronabsorbator.

### Klor-36
36Cl är en radioisotop vars kärna består 17 protoner och 19 neutroner. Den har en halveringstid på 301 000 år och finns i spårmängder i miljön, med förhållande 7 x 10−13 till 1 till stabila isotoper. 36Cl produceras i atmosfären genom spallation av 36Ar genom interaktion med kosmiska protoner. I undermiljön produceras 36Cl huvudsakligen genom neutroninfångning av 35Cl eller myoninfångning av 40Ca. 36Cl sönderfaller i första hand genom β−-sönderfall till 36Ar (98,1 %), men också genom elektroninfångning till 36S (1,9 %) med en total halveringstid på 308 000 år. Halveringstiden av denna hydrofila icke-rekativa isotop gör den lämplig för radiometrisk datering i intervallet 60 000 till 1 miljon år.
Stora mängder 36Cl producerades genom bestrålning av havsvatten under atmosfäriska kärnvapendetonationer mellan 1952 och 1958. Uppehållstiden för 36Cl i atmosfären är cirka 1 vecka. Således, som en markör för händelser från 1950-talet i jord- och grundvatten, är 36Cl också användbart för datering av vattenmassor mindre än 50 år före nutid. 36Cl används också inom andra discipliner inom geovetenskap, såsom datering av is och sediment.

### Klor-37
37Cl är en stabil isotop vars kärna består 17 protoner och 20 neutroner. Den utgör 24,23 % av det naturligt förekommande kloret. Den används vid detektion av neutriner.

## Tabell
| Nuklid                        | Z                       | N                       | Massa (u)               | Halveringstid | ST (%)           | SE (MeV) | SP     | Spinn      | Förekomst (%) |
| Nuklid                        | Excitationsenergi (keV) | Excitationsenergi (keV) | Excitationsenergi (keV) | Halveringstid | ST (%)           | SE (MeV) | SP     | Spinn      | Förekomst (%) |
| ----------------------------- | ----------------------- | ----------------------- | ----------------------- | ------------- | ---------------- | -------- | ------ | ---------- | ------------- |
| 28Cl                          | 17                      | 11                      | 28,02851(54)#           |               | p                |          | 27S    | (1+)#      |               |
| 29Cl                          | 17                      | 12                      | 29,01411(21)#           | 20 ns         | p                |          | 28S    | (3⁄2+)#    |               |
| 30Cl                          | 17                      | 13                      | 30,00477(21)#           | 30 ns         | p                |          | 29S    | (3+)#      |               |
| 31Cl                          | 17                      | 14                      | 30,99241(5)             | 150 ms        | β+ (99,3 %)      | 11,98    | 31S    | 3⁄2+       |               |
| 31Cl                          | 17                      | 14                      | 30,99241(5)             | 150 ms        | β+ p (0,7 %)     | 5,85     | 30P    | 3⁄2+       |               |
| 32Cl                          | 17                      | 15                      | 31,985690(7)            | 298 ms        | β+ (99,92 %)     | 12,685   | 32S    | 1+         |               |
| 32Cl                          | 17                      | 15                      | 31,985690(7)            | 298 ms        | β+ α (0,054 %)   | 5,737    | 28Si   | 1+         |               |
| 32Cl                          | 17                      | 15                      | 31,985690(7)            | 298 ms        | β+ p (0,026 %)   | 3,821    | 31P    | 1+         |               |
| 33Cl                          | 17                      | 16                      | 32,9774519(5)           | 2,511 s       | β+               | 5,583    | 33S    | 3⁄2+       |               |
| 34Cl                          | 17                      | 17                      | 33,97376282(19)         | 1,5264 s      | β+               | 5,492    | 34S    | 0+         |               |
| 34mCl                         | 146,36(3)               | 146,36(3)               | 146,36(3)               | 1,5264 s      | β+ (55,4 %)      | 5,638    | 34S    | 3+         |               |
| 34mCl                         | 146,36(3)               | 146,36(3)               | 146,36(3)               | 1,5264 s      | IT (44,6 %)      | 0,146    | 34Cl   | 3+         |               |
| 35Cl                          | 17                      | 18                      | 34,96885268(4)          | Stabil        | Stabil           | Stabil   | Stabil | 3⁄2+       | 75,77         |
| 36Cl                          | 17                      | 19                      | 35,96830698(8)          | 3,01 × 105 a  | β− (98,1 %)      | 0,709    | 36Ar   | 2+         | Spår          |
| 36Cl                          | 17                      | 19                      | 35,96830698(8)          | 3,01 × 105 a  | ε (1,9 %)        | 1,142    | 36S    | 2+         | Spår          |
| 37Cl                          | 17                      | 20                      | 36,96590259(5)          | Stabil        | Stabil           | Stabil   | Stabil | 3⁄2+       | 24,23         |
| 38Cl                          | 17                      | 21                      | 37,96801043(10)         | 37,24 min     | β−               | 4,917    | 38Ar   | 2−         |               |
| 38mCl                         | 671,361(8)              | 671,361(8)              | 671,361(8)              | 37,24 min     | IT               | 0,671    | 38Cl   | 5−         |               |
| 39Cl                          | 17                      | 22                      | 38,9680082(19)          | 55,6 min      | β−               | 3,442    | 39Ar   | 3⁄2+       |               |
| 40Cl                          | 17                      | 23                      | 39,97042(3)             | 1,35 min      | β−               | 7,48     | 40Ar   | 2−         |               |
| 41Cl                          | 17                      | 24                      | 40,97068(7)             | 38,4 s        | β−               | 5,73     | 41Ar   | (½+, 3⁄2+) |               |
| 42Cl                          | 17                      | 25                      | 41,97325(15)            | 6,8 s         | β−               | 9,43     | 42Ar   |            |               |
| 43Cl                          | 17                      | 26                      | 42,97405(17)            | 3,07 s        | β− (> 99,9 %)    | 7,95     | 43Ar   | 3⁄2+#      |               |
| 43Cl                          | 17                      | 26                      | 42,97405(17)            | 3,07 s        | β− + n (< 0,1 %) |          | 42Ar   | 3⁄2+#      |               |
| 44Cl                          | 17                      | 27                      | 43,97828(12)            | 434 ms        | β− (92 %)        | 12,27    | 44Ar   |            |               |
| 44Cl                          | 17                      | 27                      | 43,97828(12)            | 434 ms        | β− + n (8 %)     | 3,92     | 43Ar   |            |               |
| 45Cl                          | 17                      | 28                      | 44,98029(13)            | 561 ms        | β− (76 %)        | 10,8     | 45Ar   | 3⁄2+#      |               |
| 45Cl                          | 17                      | 28                      | 44,98029(13)            | 561 ms        | β− + n (24 %)    | 5,3      | 44Ar   | 3⁄2+#      |               |
| 46Cl                          | 17                      | 29                      | 45,98421(77)            | 232 ms        | β− + n (60 %)    | 6,9      | 45Ar   |            |               |
| 46Cl                          | 17                      | 29                      | 45,98421(77)            | 232 ms        | β− (40 %)        | 14,9     | 46Ar   |            |               |
| 47Cl                          | 17                      | 30                      | 46,98871(64)#           | 101 ms        | β− (97 %)        | 14,7     | 47Ar   | 3⁄2+#      |               |
| 47Cl                          | 17                      | 30                      | 46,98871(64)#           | 101 ms        | β− + n (3 %)     | 10,4     | 46Ar   | 3⁄2+#      |               |
| 48Cl                          | 17                      | 31                      | 47,99495(75)#           | 100 ms        | β−               |          | 48Ar   |            |               |
| 49Cl                          | 17                      | 32                      | 49,00032(86)#           | 50 ms         | β−               |          | 49Ar   | 3⁄2+#      |               |
| 50Cl                          | 17                      | 33                      | 50,00784(97)#           | 20 ms         | β−               |          | 50Ar   |            |               |
| 51Cl                          | 17                      | 34                      | 51,01449(107)#          | 2 ms          | β−               |          | 51Ar   | 3⁄2+#      |               |
| Denna tabell: visa • redigera |                         |                         |                         |               |                  |          |        |            |               |

Anmärkningar
- Stabila isotoper anges i fetstil.
- Värden markerade med # härrör inte enbart från experimentella data, men åtminstone delvis från systematiska trender.
- Osäkerheter anges i kort form i parentes efter värdet. Osäkerhetsvärden anger en standardavvikelse, utom isotopsammansättningen och standardatommassa från IUPAC, som använder expanderade osäkerhet.
- Nuklidmassor är givna av IUPAP Commission on Symbols, Units, Nomenclature, Atomic Masses and Fundamental Constants (SUNAMCO).
- Isotopförekomster är givna av IUPAC Commission on Isotopic Abundances and Atomic Weights.